# Beast Machines
Beast Machines (Niszczycielskie Maszyny) – animowany serial telewizyjny wyprodukowany przez Mainframe Entertainment i rozprowadzany przez Universal Studios. Jest on częścią serii Transformers i bezpośrednią kontynuacją popularnego serialu Beast Wars (Kosmiczne Wojny). Nadawany był w latach 1999–2000 na kanale Fox Kids i YTV.

## Postacie

### Maximale
- Optimus Primal
- Cheetor
- Blackarachnia
- Rattrap
- Nightscream - nietoperz, który jako jedyny przetrwał atak tajemniczego wirusa uniemożliwiającego transformację. Optimus go reformatował w odcinku "Zakazany owoc". Stał się technoorganicznym nietoperzem, kiedy przemieniał się w robota. Jego zdolnościami były soniczny dźwięk o wysokim brzmieniu przypominający pisk nietoperza oraz wystrzeliwane kły do wysysania energii.
- Silverbolt
- Botanica- kobieta-transformer roślina. Pojawia się od odcinka "Ziemia Obiecana" Początkowo po wylądowaniu na zawładniętym przez Megatrona Cybertronie została uwięziona w roślinnej formie jej pierwotnych instynktów. Po reformatowaniu zyskała formę roślinnej istoty z dwubarwnymi oczami- żółtym i zielonym poruszająca się na łodygach mackach, a po przemianie w robota wygląda jak królowa natury, wtedy też jej pnącza wirują wokół niej do góry na końcu zwijają się do środka. Potrafi walczyć używając wiązek elektrycznych z technoorganicznego szlamu, z którym jest połączona mentalnie oraz nasiennych sztyletów, które mogą dekoncentrować przeciwnika jeśli rzuci nimi w ich układy optyczne. Zakochana w Rattrapie od czasu ich zaskakującego pocałunku w odcinku "Iskra Ciemności".

### Vehicony
- Megatron - samozwańczy władca całego Cybertronu, jego jedyna świadomość oraz Pan i Stwórca nowej rasy transformerów - Vehiconów. Zasiada na tronie w Cytadeli Rady Cybertronu. Dla niego istoty organiczne są niższym formami życia i powinny zostać unicestwione. Sam do końca nie pozbył się części zwierzęcej (postać smoka). W drugiej serii jest wielkim latającym statkiem w kształcie jego głowy wielkością porównywalną do Unicrona. Jego głównym planem było pochłonięcie wszystkich iskier cybertionian do swojego "przebóstwienia". Został zniszczony początkowo przez soniczny atak Nightscrema, ale jego iskra została tylko zdepolaryzowana. Rattrap zrepolaryzował i umieścił go w jednym w Diagnostic Drones. Pod koniec wykorzystał dawne ciało Optimusa Optimale, jednak ostatecznie przegrał łącząc swoją iskrę z iskrą Optimusa Primala i przywracając technoorganiczną równowagę Cybertonu.

- Jetstorm- generał vehicoński odrzutowców Megatrona zawierający iskrę Silverbolta. Jest pozbawiony honoru jaki miał Silverbolt, pełen szyderstwa wobec przeciwnika, lizus, który zawsze zwala winę na innych oraz pragnący okazania się lepszym np. jak chciał zając miejsce Tankora, kiedy tamten udawał umarłego.
- Tankor - Jest to Rhinox który został zmieniony przez Megatrona.
- Thrust - nowe ciało Waspinatora. Ostatni Predacon z Beast Wars. Jego ciało owada zostało zniszczone, a iskra zdeformowana i umieszczona w ciele Thrusta. Prawdopodobnie jego ciało zostało stworzone z dawnego ciała Silverbolta jak widać to w odcinku 7 "Objawienie Części 1 Odkrycie" widać to na jego cieniu.
- Diagnostic Drone
- Obsidian
- Strika

### Inni
- Savage / Noble

## Odcinki

### Nazwy niektórych odcinków
- SEZON PIERWSZY
  - 1. Amnezje i Reformacje
  - 2. Pan własnego domu
  - 3. Demony Przeszłości
  - 3. W pogoni za Najemnikami
  - 4. Zakazany Owoc
  - 5. Najsłabsze Ogniwo
  - 6. Rewelacje, Część Pierwsza: Odkrycie